# Вилья, Эсильда
Эсильда Вилья (1909—1947) — первая женщина, ставшая юристом в Боливии. Сыграла важную роль в женском движении в начале XX века в своей стране. После сдачи экзамена в 1928 году ей было отказано в лицензии на занятие практикой, потому что в то время женщины не были гражданами и не могли пройти обязательную военную службу. Было оказано международное давление, и в 1929 году она наконец получила лицензию. Десять лет спустя, когда она сдала экзамен на право стать адвокатом, Верховный суд снова отказался выдать лицензию на том основании, что женщины не могут заниматься юридической практикой. Она успешно получила лицензию в течение месяца и практиковалась до своей смерти в результате дорожно-транспортного происшествия.

## Ранние годы

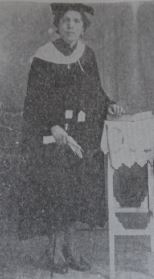
Эсильда Вильа Лагуна Мишель — первая женщина-адвокат в Боливии

Эсильда Вильа Лагуна Мишель родилась 18 декабря 1909 года в Сукре, Боливия, в семье Аделы Мишель и Эдуардо Вилья Лагуна. В четыре года она поступила в начальную школу в городе Потоси. Благодаря своей отличной успеваемости, она смогла пропустить последний год обучения в начальной школе и в 12 лет переехала в Оруро, поступив в среднюю школу Liceo «Pantaleón Dalence» de Señoritas (Женский лицей Pantaleón Dalence), получив специальность в науке и литературе. Хотя она хотела изучать право, в Оруро не было юридической школы, которая принимала бы женщин, поэтому, присоединившись к другим выпускникам её поколения, они основали Facultad Libre de Derecho (Свободный факультет прав). Проучившись два года, 2 июня 1928 года она предстала перед Высшим судом округа Оруро, чтобы сдать экзамен на Procuradora de Causas. Поскольку женщина никогда раньше не подавала заявление, суд рассмотрел Вилье и подтвердила, что она соответствует требованиям.
Когда впоследствии Верховный суд обратился в государственную прокуратуру с просьбой о присвоении ей удостоверения в качестве прокурадора, в заявлении было отказано на том основании, что как женщина она не является гражданином и не может получить лицензию, не завершив обязательную военную службу. Постановлением министра от 10 октября 1928 г. они отказали Вилье в выдаче лицензии. Акция Министерства положила начало длительной кампании Villa по продвижению прав женщин в Боливии. Она подала многочисленные петиции в Сенат Боливии, отстаивая не только политические права женщин, но и их гражданское право заниматься своей профессией. Одновременно она появилась в военной казарме и потребовала, чтобы её зачислили в армию. Когда комендант отказался, она потребовала, чтобы он предоставил ей справку об инвалидности, позволяющую мужчинам поступать по профессиям без прохождения военной службы. Её битва освещалась в крупных газетах по всей Южной Америке, в том числе в Аргентине, Чили, Кубе и Перу. Вилью часто высмеивали за её мужское поведение. В одном из выпусков чилийского журнала «Эль Меркурио» высказывались предположения, что у неё была борода. Международное внимание, в том числе петиция, представленная от её имени Генеральной ассамблее Панамериканского союза Межамериканской комиссией женщин, вынудила прокуратуру отменить свое решение и присвоить ей титул прокурадоры 2 марта 1929 года.

## Карьера
Новости о том, что Вилья стала первой женщиной-юристом в Боливии, были опубликованы в феминистских журналах и опубликованы в Бюллетене Панамериканского союза. В течение следующих десяти лет она работала с адвокатами и заключенными в государственной тюрьме. Во время Чакской войны (1932—1935) она училась на медсестру и оказывала помощь раненым на поле боя. 2 января 1938 года Вилья вернулась в Высший суд Оруро, чтобы потребовать от неё экзамена в качестве адвоката (abogado). Она снова сдала экзамен, но когда она подала заявку на получение новой лицензии, Вилье сообщили, что согласно статье 15 Закона о судебной организации, утвержденного Верховным судом Боливии, женщины, а также глухие или не говорящие не могли стать адвокатами. В очередной раз она выступила против решения [10] и, наконец, получила лицензию 22 января 1938 года.
Вилья принимала участие в открытии детского крыла Государственной больницы и открыла пункт первой помощи в Escuela «María Quiroz». Она выступала за предоставление жилья для детей заключенных, у которых нет родственников, которые могли бы о них заботиться, и составляла юридические заключения о правах детей. В 1936 году на Первом феминистском конгрессе Боливии, состоявшемся в Кочабамбе, она представила два документа, в одном из которых предлагалось провести расследование отцовства для подтверждения поддержки детей их отцами, а в другом утверждалось, что закон должен защищать детей. Она выступала за правовую защиту матерей-одиночек, позволяющую им выступать в качестве опекунов над своими детьми, алименты на детей отсутствующими отцами и доступ к образованию и здравоохранению. В июле 1946 года, когда в результате государственного переворота был свергнут президентский пост Гуальберто Вильярроэля, Вилья услышала по радио объявление с просьбой предоставить медикаменты для раненых во время восстания. Она организовала поставки и медицинскую помощь гражданам Ла-Паса по Боливийской железной дороге.

## Смерть и наследие
Вилья погибла 11 мая 1947 года в автокатастрофе, когда возвращалась с открытия памятника жертвам восстания 20 ноября 1944 года в Оруро. В соборе Ла-Паса была проведена дань в её честь.